# Tidlig timian
Tidlig timian (Thymus praecox) er en dværgbusk med lav, kompakt vækst. Da den danner krybende udløbere, kan den blive pude- eller tæppedannende. Alle urteagtige dele af planten indeholder de æteriske olier, som giver den karakteristiske timianduft.

## Beskrivelse
Stænglerne er firkantede i tværsnit, og to af siderne er hårklædte. Bladene er modsatte, læderagtige og ægformede med hel rand. Oversiden er mørkt grågrøn, mens undersiden er grålig med tydelige ribber. 
Blomstringen sker maj-september, hvor man finder blomsterne samlet i endestillede hoveder. De enkelte blomster er uregelmæssige (to-læbede) med lyserøde til purpurrøde kronblade. Frugterne er små, hårde nødder.
Rodnettet består af nogle få, dybtgående og vidt udstrakte rødder. 
Planterne bliver cirka 5 centimeter høje og 25 centimetr brede.

## Hjemsted
Planten er udbredt fra Grønland i nord til Frankrig og Grækenland i syd. Overalt foretrækker den lysåbne voksesteder på tør, kalkholdig, men næringsfattig jord. 
Ved Kanassut i Vestgrønland vokser arten spredt på store arealer med terrasser af havaflejringer og i store moseområder. Her findes den på en nordøstvendt skråning sammen med ene, revling, tranebær, Carex rariflora (en star-art), fjeldsyre, kirtelærenpris, smalbladet kæruld, Taraxacum croceum (en mælkebøtte-art), tregriflet hønsetarm og tundrapil.

## Underarter og sorter
- Thymus praecox subsp. arcticus.
  - Thymus praecox subsp. arcticus 'Languinosus'.
  - Thymus praecox subsp. arcticus 'Hall's Woolly'.
- Thymus praecox subsp. praecox.
  - Thymus praecox 'Doone Valley'.
  - Thymus praecox 'Minus'.
  - Thymus praecox 'Pseudolanuginosus'.

## Anvendelse
Arten og dens underarter og sorter kan bruges som pudeplante i stenbede eller som bunddækkende plante mellem tørketålende planter (steppebed).
| Portal | Portal:Botanik |

## Note
1. ↑  Pipaluk Møller Lund, Christian Bay og Kristjana Motzfeldt: Vegetationsbeskrivelse